# ژان-فرانسوا دورژه
ژان-فرانسوا دورژه (فرانسوی: Jean-François d'Orgeix‎; ۱۵ آوریل ۱۹۲۱ – ۴ ژوئیهٔ ۲۰۰۶) سوارکار پرش اهل فرانسه بود.